# Deep Cuts, Volume 2
Deep Cuts, Volume 2 – drugi album grupy Queen z serii Deep Cuts, wydany 6 czerwca 2011. Zawarto na nim wybór utworów grupy od albumu News of the World do Hot Space.

## Lista utworów
| Nr  | Tytuł                      | Autor           | Długość |
| --- | -------------------------- | --------------- | ------- |
| 1.  | „Mustapha”                 | Freddie Mercury | 3:01    |
| 2.  | „Sheer Heart Attack”       | Roger Taylor    | 3:27    |
| 3.  | „Spread Your Wings”        | John Deacon     | 4:34    |
| 4.  | „Sleeping on the Sidewalk” | Brian May       | 3:07    |
| 5.  | „It's Late”                | May             | 6:27    |
| 6.  | „Rock It (Prime Jive)”     | Taylor          | 4:33    |
| 7.  | „Dead on Time”             | May             | 3:23    |
| 8.  | „Sail Away Sweet Sister”   | May             | 3:33    |
| 9.  | „Dragon Attack”            | May             | 4:18    |
| 10. | „Action This Day”          | Taylor          | 3:34    |
| 11. | „Put Out the Fire”         | May             | 3:18    |
| 12. | „Staying Power”            | Mercury         | 4:12    |
| 13. | „Jealousy”                 | Mercury         | 3:13    |
| 14. | „Battle Theme”             | May             | 2:20    |